# Kẻ săn tiền thưởng
Kẻ săn tiền thưởng (tựa gốc: The Bounty Hunter) là một phim hành động hài của Mỹ năm 2010 do Andy Tennant đạo diễn với sự tham gia của Jennifer Aniston và Gerard Butler. Nội dung phim nói về một thợ săn tiền thưởng được thuê để rượt bắt vợ cũ của mình. Phim ra rạp tại Hoa Kỳ vào ngày 19 tháng 3 năm 2010.

## Nội dung
Milo Boyd là cựu thám tử của Sở Cảnh sát New York, hiện là một thợ săn tiền thưởng. Vợ cũ của anh, Nicole Hurley, là một phóng viên điều tra đã bị bắt vì hành hung cảnh sát. Nicole nhận được lời khuyên về một câu chuyện, một vụ giết người được ngụy tạo thành vụ tự sát, cô bỏ qua phiên điều trần để đi gặp người cung cấp thông tin cho mình, khiến thẩm phán thu hồi tiền tại ngoại của cô và ra lệnh bắt giữ cô. Ngay trước khi Nicole đến, Jimmy, người cung cấp thông tin cho cô, đã bị bắt cóc.
Milo rất vui khi Sid, người bảo lãnh tại ngoại của Nicole, đề nghị anh tống cô vào tù, với số tiền thưởng là 5.000 USD. Kitty, mẹ của Nicole, vô tình giúp Milo tìm thấy cô tại trường đua ở New Jersey. Anh ném cô vào cốp xe và lái về Manhattan. Họ bị theo dõi bởi hai tên côn đồ của Irene vì khoản nợ cờ bạc của Milo. Earl Mahler, một cảnh sát tham nhũng, cũng truy đuổi Nicole vì hắn có liên quan đến câu chuyện mà cô đang điều tra.
Earl cố gắng giết Nicole nhưng cả Milo và Nicole đều chạy thoát. Milo không quan tâm những lời giải thích cho đến khi Nicole nói rằng cô đã tìm thấy bằng chứng liên quan đến Bobby Jenkins, người bạn chung của họ, cho thấy anh ta có liên quan đến Earl. Milo quyết định điều tra với cô. Những manh mối từ chiếc xe của Earl dẫn họ đến một câu lạc bộ đồng quê, nơi họ biết được Earl có một tiệm xăm ở Queens, vì vậy họ lên đường đến đó.
Milo và Nicole dừng chân tại một khách sạn kỷ niệm, nơi họ từng trải qua tuần trăng mật. Họ nhận ra họ vẫn còn tình cảm với nhau và thừa nhận lỗi lầm của mình. Ra khỏi phòng tắm, Nicole nghe được Milo nói với Sid rằng anh vẫn sẽ tống cô vào tù. Cô còng tay Milo vào giường và đến tiệm xăm, tìm thấy Jimmy và giải thoát cho anh ta trước khi bị bọn côn đồ của Irene bắt giữ. Milo giải cứu cô tại câu lạc bộ thoát y, sau đó họ nghe Bobby đang đến kho lưu giữ tang chứng của cảnh sát. Bobby đối mặt với Earl, người bạn cũ đã lợi dụng tên của Bobby để vào kho tang chứng và lấy trộm một lượng lớn ma túy và tiền mặt. Bobby quyết định bắt Earl nhưng Earl đã bắn anh ta. Milo và Nicole đến nơi, Earl đành phải đầu hàng khi Nicole chĩa khẩu súng shotgun vào hắn.
Bobby giải thích rằng Earl đã lợi dụng anh ta, cũng như người đàn ông được cho là tự sát, để vào kho tang chứng. Không có bằng chứng, vì vậy Bobby đã đợi Earl ra tay trước khi bắt hắn. Milo và Nicole dường như đã hòa giải nhưng Milo vẫn giao Nicole cho cảnh sát để cô có thể ra tòa vào ngày hôm sau. Trong lúc ra khỏi đồn cảnh sát, Milo đấm một cảnh sát. Anh bị bắt và bị đưa vào buồng giam bên cạnh buồng của Nicole. Anh nhắc cô về ngày kỷ niệm của họ, họ thừa nhận tình cảm và hôn nhau qua song sắt.

## Diễn viên
- Jennifer Aniston trong vai Nicole Hurley (trước đây là Boyd), một phóng viên Daily News
- Gerard Butler trong vai Milo Boyd, một thợ săn tiền thưởng và cựu sĩ quan cảnh sát
- Jason Sudeikis trong vai Stewart, đồng nghiệp đáng sợ của Nicole và kẻ rình rập có cảm xúc không được đáp lại cho cô ấy
- Jeff Garlin trong vai Sid, bạn bè và người sử dụng lao động của Milo với tư cách là người bảo lãnh
- Cathy Moriarty trong vai Irene, một chủ cửa hàng quà tặng và người đặt cược địa phương
- Ritchie Coster trong vai Ray, một trong những tay sai của Irene
- Joel Marsh Garland trong vai Dwight, một trong những tay sai của Irene
- Siobhan Fallon Hogan trong vai Teresa, thư ký của Sid
- Peter Greene trong vai Earl Mahler, một cảnh sát tham nhũng
- Dorian Missick trong vai Bobby Jenkins, thám tử NYPD và bạn thân nhất của Milo
- Carol Kane trong vai Dawn, một người đồng sở hữu giường và bữa sáng
- Adam LeFevre trong vai Edmund, một người đồng sở hữu giường và bữa sáng
- Adam Rose trong vai Jimmy, một nhân viên pha chế tại một quán bar cảnh sát, người đã thu hút thông tin cho các phóng viên vì tiền
- Christine Baranski trong vai Kitty Hurley, người mẹ tảo tần nhưng vô vọng của Nicole
- Matt Malloy trong vai Gary, một đồng nghiệp của Nicole